# Ривера, Бернабе
Бернабе Ривера Нуньес (исп. Bernabe Rivera Núñez; 1900 — неизвестно) — парагвайский футболист, нападающий. Участник чемпионата мира 1930 года.

## Биография
Бернабе Ривера родился в 1900 году.
Играл в футбол на позиции нападающего. В 1930 году выступал в чемпионате Парагвая за «Спортиво Лукеньо».
В 1930 году вошёл в состав сборной Парагвая на первом в истории чемпионате мира в Уругвае, но не участвовал ни в одном из двух матчей, оставшись в запасе.
Дата смерти неизвестна.